# Kathie Lee Gifford
Pour les articles homonymes, voir Lee et Gifford.
Kathie Lee Gifford née Kathryn Lee Epstein le 16 août 1953 à Paris (France), est une présentatrice de télévision et une actrice américaine. Elle a animé quinze années durant, aux côtés de Regis Philbin, l'émission matinale Live with Regis and Kathie Lee. Elle a été l'épouse du joueur professionnel de football américain Frank Gifford.

## Biographie
Kathryn Lee Epstein nait en 1953 à Paris de parents américains, Joan, née Cuttell (1930-2017) et Aaron Epstein (1924–2002), premier maître de l'US Navy puis musicien. Aaron Epstein était en poste avec sa famille en France au moment de sa naissance.

## Filmographie

### Films
- 1996 : Le Club des ex (The First Wives Club) de Hugh Wilson : elle-même
- 1999 : Allô, la police ? (Dudley Do-Right) de Hugh Wilson : elle-même
- 2011 : Adventures of Serial Buddies (en) de Keven Undergaro (en) : elle-même
- 2016 : Come to the Garden : la lectrice du manuscrit / la chanteuse (voix)
- 2020 : Then Came You de Adriana Trigiani: Annabelle

### Films d'animation
- 1999 : Hercules: Zero to Hero (en) : Echidna

### Télévision

#### Téléfilms
- 1997 : Mother Goose: A Rappin' and Rhymin' Special de Barry Douglas : Jill (animation, voix originale)
- 2000 : Super mannequins (en) de Mark Rosman : Deirdre
- 2001 : Spinning Out of Control de Richard Martin : Amanda Berkeley
- 2015 : Sharknado 3 : Oh Hell No ! de Anthony C. Ferrante : elle-même
- 2020 : Le fabuleux destin de Noël (A Godwink Christmas: Meant for Love) de Paul Ziller : Olga

#### Séries télévisées
- 1978 : Des jours et des vies : l'infirmière Callahan
- 1978-1979 : Hee Haw Honeys : Kathie Honey (rôle principal)
- 1994 : Evening Shade (en) : rôle inconnu
- 1994 : Seinfeld : elle-même (saison 5, épisode 21)
- 1995 : Coach : elle-même (saison 7, épisode 20)
- 1995 : The Cosby Mysteries (en) : elle-même (saison 1, épisode 15)
- 1995 : Women of the House (en) : elle-même (saison 1, épisode 12)
- 1996 : Les Anges du bonheur : Jolene (saison 2, épisode 23)
- 1997 : La Famille du Bonheur : elle-même (saison 2, épisode 9)
- 1997 : Happily Ever After: Fairy Tales for Every Child : Jill (animation, voix originale - saison 2, épisode 13)
- 1997 : Spin City : elle-même (saison 2, épisode 6)
- 1997 : The Tom Show (en) : elle-même (saison 1, épisode 9)
- 1997 : Honey, I Shrunk the Kids: The TV Show : elle-même (saison 1, épisode 10)
- 1998 : Diagnostic : Meurtre : Mary Montgomery (saison 5, épisode 18)
- 1998 : Un pasteur d'enfer : elle-même (saison 2, épisode 16)
- 1998 : Caroline in the City : elle-même (saison 3, épisode 22)
- 1998 : Les Simpson : elle-même (animation, voix originale - saison 10, épisode 4)
- 1998 : Hercule : Echidna (animation, voix originale - 4 épisodes[1])
- 1999 : LateLine (en) : elle-même (saison 2, épisode 1)
- 1999 : Hé Arnold ! : Jackie Lee (animation, voix originale - saison 4, épisode 9)
- 1999 : Jett Jackson : elle-même (saison 2, épisode 12)
- 2000 : Les Anges du bonheur : Jolene (saison 6, épisode 23)

- 2001 : The Amanda Show : Princesse Whiff (saison 2, épisode 21)
- 2001 : Voilà ! : Allison Spencer (saison 5, épisode 20)
- 2001 : Le Drew Carey Show : Vanessa Bobeck (saison 6, épisode 23)
- 2004 : La Star de la famille : Marge (saison 1, épisode 14)
- 2005 : Phénomène Raven : Claire (saison 3, épisode 11)
- 2009 : Lipstick Jungle : Les Reines de Manhattan : elle-même (saison 2, épisode 13)
- 2010 : 30 Rock : elle-même (saison 4, épisode 16)
- 2010 : La Vie de croisière de Zack et Cody : Cindy (saison 2, épisode 22)
- 2010 : Hot in Cleveland : Christal (saison 3, épisode 1)
- 2014 : Girlfriends' Guide to Divorce : elle-même (saison 1, épisodes 1 et 2)
- 2015 : Les Mystères de Laura : Dr Carlin (saison 1, épisode 18)
- 2015 : Difficult People (en) : elle-même (saison 1, épisode 7)
- 2015 : Donny! (en) : elle-même (saison 1, épisodes 2 et 5)
- 2016 : Younger : elle-même (saison 3, épisode 1)

### Comme productrice
- 1993 : Kathie Lee Gifford's Celebration of Motherhood

### Comme animatrice
- 1988-2000 : Live with Regis and Kathie Lee
- 2008-présent : The Today Show

## Apparition
- 1997 : South Park : Saison 1 - Épisode 2 : Muscle plus 4000 (Sous forme caricaturale)